# Ingrid Bodsch
Ingrid Bodsch (* 22. Jänner 1953 in Graz) ist eine österreichische Historikerin und in Bonn wirkende ehemalige Museumsdirektorin.

## Leben
Nach Abschluss des Gymnasiums bei den Ursulinen in Graz und vier Semestern Mittelalterliche und Neuere Geschichte, Kunstgeschichte, Alte Geschichte, Germanistik und Volkskunde an der Karl-Franzens-Universität Graz wechselte Bodsch an die Universität Bonn. Dort schloss sie 1977 das Studium mit dem Magister Artium (M.A.) ab. 1977 bis 1981 war sie Wissenschaftliche Mitarbeiterin am Historischen Seminar der Universität Bonn bei den Professoren Paul Egon Hübinger und Eugen Ewig. 1981 bis 1985 arbeitete sie als wissenschaftliche Mitarbeiterin am Museum Schnütgen in Köln, wo sie unter der Leitung des damaligen Direktors und legendären Ausstellungsmachers, Anton Legner, die Ausstellung Ornamenta Ecclesiae, Kunst und Künstler der Romanik (Kunsthalle Köln, 1985) mit konzipierte und realisierte.
1977 heiratete sie den Molekularbiologen Wolfram Bodsch und begleitete ihn zu Forschungsaufenthalten in die USA, wo sie zwischen 1986 und 1988 am Getty Museum in Los Angeles und am Metropolitan Museum of Art in New York City tätig war.
Ingrid Bodsch wurde 1988 an der Universität Bonn promoviert und wurde danach zur Planung und Durchführung der Ausstellung zur 2000-Jahr-Feier der Stadt Jülich berufen. Seit der Neugründung 1989 leitete sie das Stadtmuseum Bonn, das sie maßgeblich aufgebaut hat.
Von 2003 bis 2007 war sie Sprecherin der Fachgruppe Kulturhistorische Museen und Kunstmuseen im Deutschen Museumsbund. 2005 wurde ihr vom Beauftragten der Bundesregierung für Kultur und Medien (BKM) die Projektleitung des „Schumann-Netzwerks“ übertragen. Sie koordinierte 2010 die Feierlichkeiten zum Schumann-Jahr anlässlich des 200. Geburtstag des Komponisten Robert Schumann. 2011 initiierte sie zusammen mit Irmgard Knechtges-Obrecht mit Unterstützung des Staatsministers für Kultur das internationale Schumann-Forum, das im Oktober 2011 in Bonn mit dem Bariton Christian Gerhaher  als erstem Mitglied und Paten in einem Festakt aus der Taufe gehoben wurde. 2013 übernahm sie das Projektmanagement für die Internationale Richard-Wagner-Tagung in Leipzig. Sie kuratierte die vielbeachtete Ausstellung im Ernst-Moritz-Arndt-Haus (Bonn) „Die Wesendoncks in Bonn!“, die im Zeitraum 2. Oktober 2013 bis 23. Februar 2014 zu besichtigen war.
Seit 2006 ist Ingrid Bodsch durch Auszeichnung des Bundespräsidenten der Republik Österreich Trägerin des Österreichischen Ehrenkreuzes für Wissenschaft und Kunst. 2013 wurde ihr darüber hinaus das Große Ehrenzeichen für Verdienste um die Republik Österreich verliehen. 2020 wurde ihr mit Auszeichnung durch den Bundespräsidenten der Bundesrepublik Deutschland Frank-Walter Steinmeier von der Kulturstaatsministerin Monika Grütters in der Barenboim Said Akademie in Berlin das Bundesverdienstkreuz der Bundesrepublik Deutschland verliehen.
Im März 2017 gestaltete Ingrid Bodsch das Programm „Kulturabend zu Clara und Robert Schumann“ des Bundespräsidenten Joachim Gauck in der Villa Hammerschmidt zu Bonn, und sie richtete im Stadtmuseum Bonn 2019 die Ausstellung „On tour - Clara Schumann als Konzertvirtuosin auf den Bühnen Europas“ zum Clara-Schumann-Jahr aus. Im Jubiläumsjahr zum 250. Geburtstag von Ludwig van Beethoven veranstaltete Ingrid Bodsch im Rahmen des staatlich geförderten BTHVN 2020 in Bonn ein Beethoven-Filmfestival sowie die zentrale Ausstellung „Bonns goldenes Zeitalter - die kurkölnische Residenzstadt zur Zeit Beethovens“. Sie trat in zahlreichen Sendungen zu Beethoven und Schumann des Senders ARTE auf.
2021 trat sie als Museumsdirektorin in den Ruhestand. Die Projektleitung des Schumann-Netzwerks führt sie weiterhin. 
Darüber hinaus engagiert sich Ingrid Bodsch seit 2022 für den Konzertbetrieb der Segerström Concert Hall in Costa Mesa bei Newport Beach in Kalifornien sowie für das Kultur- und Wissenschaftszentrum des Woelfl-Hauses in Bonn (Partnerinstitut der Universität Bonn), wo sie die Museumsgestaltung kuratiert.